# 起立性調節障害
起立性調節障害（きりつせいちょうせつしょうがい）(orthostatic dysregulation, OD)は、起立時の不調を中心とする症状群で、本邦では小児科でよく用いられる。原因は十分に明らかにされていないが、血管迷走神経失神/神経調節失神の1型と考えられている。起立試験を行い、循環器系を含めた症状再現を確認する。一般に良性であり、適切な治療や支援を行うことによって回復する。治療や支援の方法については、「起立性調節障害#治療」を参照。
10歳から16歳に多く、日本の小学生の5%、日本小児心身医学会によると、“中学生の10人に1人”いるとされ、男女比は 1:1.5〜2 と報告されている。概日リズムが5時間程度うしろにズレていることが多く、『宵っ張りの朝寝坊』になりやすい。また、上気道のアレルギーを併発する割合が高いとする報告がある。

## 症状
循環器系の障害として捉えられており、自覚症状としては立ちくらみ(血の気が引いて意識が遠のき、しゃがみ込みたくなる感じ、いわゆる[脳]貧血）が多くみられる。その他に、不眠 (睡眠障害)・意欲の低下/朝起きられない/不登校・(姿勢と関連のない)動悸・(動作時の)息切れ・心因性食思不振症・過敏性腸症候群 (腹痛)・緊張性頭痛・倦怠感(疲れ)など、人によりさまざまな症状が現れる。これらの循環器系以外の症状は、不安症に伴う身体症状症(somatic symptom disorder SSD)とも考えられている。

## 原因
起立性調節障害の原因は十分に明らかにされていない。

## 診断とサブタイプ
(日本小児心身医学会　OD診断・治療ガイドライン2015より)
日本小児心身医学会　OD診断・治療ガイドラインでは、以下の手順で診断を進める。重要なことは、OD症状を生ずる他疾患を除外すること、新起立試験を必ず実施することである。症状だけでODと診断してはいけない。
１）以下の11の身体症状のうち、3つ以上あれば（あるいは2つでも症状が強い場合）、ODをうたがい、次の２）に進む。（これにはエビデンスがあり、報告されている）
①立ちくらみ、②失神、③気分不良、④朝起床困難、⑤頭痛、⑥腹痛、⑦動悸、⑧午前中に調子が悪く午後に回復する、⑨食欲不振、⑩車酔い、⑪顔色が悪い
２）ODに似た症状を引き起こす他の疾患を除外診断する。
（例）鉄欠乏性貧血、心疾患、てんかんなどの神経疾患、副腎、甲状腺など内分泌疾患など、基礎疾患を除外する。
３）新起立試験を実施し、以下のサブタイプを判定する。
１．起立直後性低血圧（軽症型、重症型; 最も多い）
血圧回復時間が25秒以上
２．体位性頻脈症候群(POTS)
起立時の心拍数が115以上、または起立中の平均心拍増加が35以上
３．遷延性起立性低血圧
起立数分以後に血圧が徐々に下降し、収縮期血圧が15%以上、または20mmHg以上低下
４．血管迷走神経性失神
（脳血流低下型、高反応型など新しいサブタイプが報告されているため、１～４のいずれかに判定されない場合にはその可能性も含めておくことが望ましい）
ガイドライン改訂版（2015）では、失神または失神様症状があればヘッドアップチルトテストの実施をも推奨している。
４）検査結果と日常生活状況の両者から重症度を判定する（ODガイドラインを参照）
５）「心身症としてのOD」チェックリストを行い、心理社会的関与を評価する。（ODガイドラインを参照）
生活指導（非薬物療法）と薬物療法を併用する。環境調整や心理療法が行われるときもある。

## 治療

### 生活指導（非薬物療法）
下記の方法について、どのような意味があるのか、どのような効果があるのか等を説明し、本人が納得して実践できるよう支援することが大切である。
1. 運動療法
  - 毎日の散歩程度の運動をすすめる。
  - たとえば1日15分の歩行など、毎日運動をする習慣をつける。心拍数が120を越えない程度の軽い運動（腹筋などの寝た姿勢でおこなう運動など）で良い。
2. 肉体操作
  - 起立時には、いきなり立ち上がらずに、頭を下げて前かがみになりながら、30 秒程かけてゆっくり起立。
  - 歩行開始時は、頭を下げて前かがみになれば、脳血流が低下しないので起立時の失神を予防できる。
  - 起立中は、足踏みをする（足踏みしにくい状況の場合は、靴の中で親指と人さし指をこするなど、指先を動かすのも効果的とされる[9]）。両足をクロスに交差する。頭を下げて前かがみになる。
3. 規則正しい生活リズムのすすめ
  - 夜更かし、朝寝坊をやめる。昼寝をしない。難しいが、強制してストレスにならないようにその子にあわせて指導する。
  - 就寝1時間前までに入浴を行い、心身をリラックスさせ、身体が冷えないうちに睡眠をとる。
4. 暑い場所は避ける
  - 高温の場所では、末梢血管は動脈、静脈とも拡張し、また発汗によって脱水をおこし、血圧が低下する。入浴は短時間。梅雨、夏場は注意。
5. 下半身圧迫装具
  - 下半身への血液貯留を防ぎ、血圧低下を防止する装具（弾性ストッキングや、ODバンドのような加圧式腹部バンド）は、適切に利用すると効果あり。
6. 食事の注意
  - 塩分は循環血漿量を増やし血圧を上げるために必須である。したがって、食事やおやつを通じてやや多めの食塩摂取をする。

水分のこまめな摂取も必須である。スポーツドリンクは塩分も摂取できる。十分な血圧を維持するため、こまめに水分を摂取し、一日を通して2リットルほどの水分を摂取すると良いとされる。
就寝時には、頭部を足よりも約30センチほど高くして寝ると、起床時の症状が少なくなる。
起床時には、家族の協力が重要であり、カーテンや雨戸を開けて部屋を明るくすることで目覚めやすい環境を作ったり、本人と事前相談の上で決められた時間に穏やかに声をかけたり、血行をよくするため優しく体をさすってあげたり、血行をよくする効果のあるシャワーやお風呂を用意してあげたりすることも推奨される。体を強くゆすったり、乱暴に布団をはがしたりなどは、してはならない。
なお、起床時に、①横になったまま肘をついて頭だけ起こす、②ベッドや布団の上で座った状態になる、③頭を下げて前かがみになりながらゆっくりと腰を上げる、④前かがみの姿勢で歩き出す、といった手順をとると、症状が抑えられやすい。

### 薬物療法
ミドドリン、アメニジウム、プロプラノロール、ジヒデルエルゴタミンの投与が有効である。
また、起立性調節障害に有効であるとされる物質として次のようなものがあり、薬剤に用いられる。以下、三つのタイプに分けて紹介する。
1. 血液量を増加させる物質（フルドロコルチゾン、エリスロポエチンなど）
2. アセチルコリンエステラーゼの働きを抑制する物質（ピリドスチグミンなど）
3. 血管収縮を改善する物質（ミドドリン、エフェドリン・プソイドエフェドリン、テオフィリンなど）と薬剤（SSRIなど）

加えて、起立性調節障害に特徴的な症状である「朝起きられないこと」や「立ちくらみがすること」には、昇圧剤（メトリジン、リズミックなど）の使用が有効とされる。昇圧剤投与時には、支援者（保護者など）が次のようなサポートを行うことが推奨される。
1. 早朝（起床の1時間前）に、寝床の中で服用させる。同時に、カーテンや雨戸を開け、部屋に日光を入れる
2. そのまま1時間寝かせておく（起きられれば無理に寝かせなくても良い）
3. 1時間後に起こす
4. 消化の良い朝食を用意する（朝食の時間が苦にならないよう、無理矢理食べさせるのではなく、楽しい会話をしながら見守る）

### 環境調整
学校関係者や保護者に起立性調節障害への理解を深めてもらい、本人が適切な配慮やサポートを受けられる環境を整えるとともに、医療機関との連携を深め、医療機関・学校関係者・保護者が適切に連携して支援する体制を整えていくことが必要である。本人を責めることなく、共感しながら対応し、難治例については児童精神科医に紹介することも薦められる。

### 心理療法
心理的ストレスの解消など、精神面のケアも重要であり、精神科・心療内科の医師やカウンセラーによる心理療法も効果的である。例えば、心理療法の一つである認知行動療法を通して、精神面が楽になり、回復につながる場合がある。
また、女性の場合は生理前や生理中に症状が重くなることがあり、症状との付き合い方がわからないという悩みを抱えていることも多い。その場合も、温かく耳を傾け悩みを丁寧に受け止めるとともに、婦人科と連携し超低用量ピルなどを補助的に活用して生理へのケアを行うことで、起立性調節障害の治療の効果が高まるケースもある。